# Condylostylus lepidopus
Condylostylus lepidopus är en tvåvingeart som beskrevs av Frey 1928. Condylostylus lepidopus ingår i släktet Condylostylus och familjen styltflugor.
Artens utbredningsområde är Peru. Inga underarter finns listade i Catalogue of Life.